# Baureihe 877
Baureihe 877 (zwany Fliegender Hamburger, „Latający Hamburczyk”) – niemiecki spalinowy zespół trakcyjny wyprodukowany w pojedynczym egzemplarzu w 1932 roku dla kolei niemieckich (Deutsche Reichsbahn). Wyprodukowany został do prowadzenia ekspresowych pociągów pasażerskich uruchomionych przez koleje niemieckie dnia 15 maja 1933 roku. Zespół wagonowy pomalowano na kolor kości słoniowej i fioletowy. Wagony dodatkowo zostały wyposażone w komfortowe siedzenia pierwszej klasy. Po II wojnie światowej skład wagonowy był eksploatowany przez koleje zachodnioniemieckie w czerwonym malowaniu do prowadzenia ekspresowych pociągów pasażerskich. Skład wagonowy zachowano jako eksponat zabytkowy.